# Sara Elisabeth Moraea
Sara Elisabeth "Sara Lisa" Moraea, gift von Linné, född 26 april 1716 i Falun, död 20 april 1806, var gift med Carl von Linné och mor till Carl von Linné d.y. och Elisabeth Christina von Linné. Hon var genom utauktionering av sin avlidne makes vetenskapliga handlingar delaktig i skapandet av Linnean Society of London. Sara Elisabeth är en av de historiska svenska kvinnor som har fått gator uppkallade efter sig i den så kallade Kärringstan i Enskededalen (Sara Moraeas väg).

## Biografi
Sara Elisabeth Moraea föddes i Falun 1716 som dotter till bergsläkaren Johan Moraeus (1672–1742) och hans hustru Elisabeth Hansdotter (1691–1769). Hennes föräldrar fick sammanlagt sju barn. [1] Båda hennes föräldrar kom från den rika borgarklassen och hon växta upp på Svedens gård utanför Falun. Hon gick i skola och fick formell utbildning.
I februari 1735 friade Carl von Linné (då Linnaeus) till Sara Elisabeth då han var på resa genom Dalarna. Sara Elisabeths far accepterade frieriet med villkoret att Carl före giftermålet skulle resa utomlands och ta sin doktorsexamen så att han skulle kunna försörja sin familj.

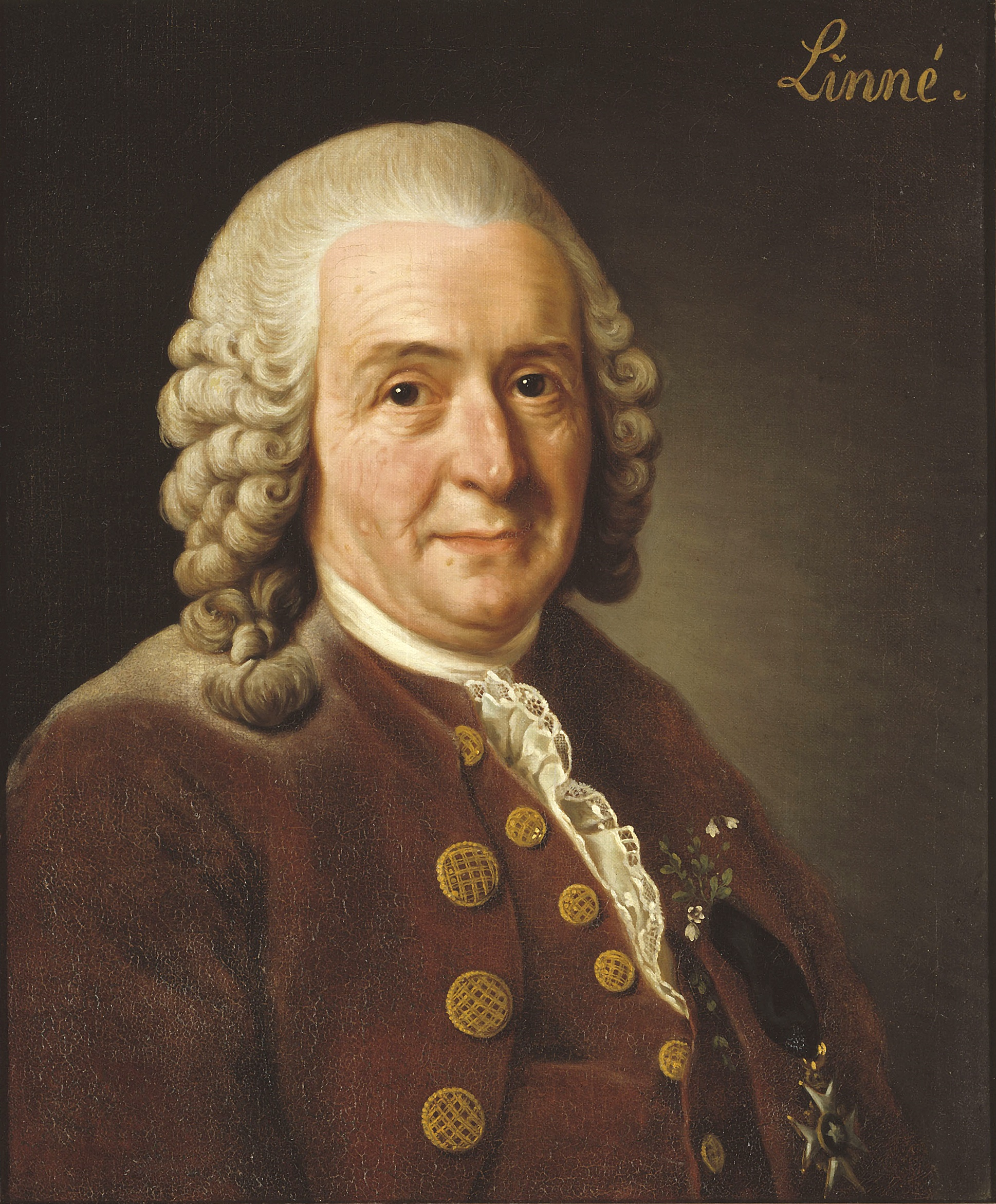
Maken Carl.

Carl reste till Nederländerna, och under den tid som Sara Elisabeth var trolovad levde hon ett gott liv med många fester och vänner i Faluns borgarklass. Denna tid i hennes liv finns bevarad i vänner och bekantas dagböcker.
År 1738 kom Carl von Linné tillbaka till Sverige och begav sig till Falun för att förlovningen med Sara Elisabeth skulle bli formell. Därefter begav han sig till Stockholm för att skaffa anställning som läkare och lämnade åter Sara Elisabeth. Det gick inte så bra för Carl att bli läkare i huvudstaden, men via Carl Gustav Tessin, lantmarskalk och ledare för Hattpartiet, fick han anställning som föreläsare på Bergs Collegio och senare som Amiralitets Medicus genom amiral Ankarcrona. Under den här tiden var han också med och grundade Vetenskaps Academien. Efter det, våren 1739, hade hans ekonomi blivit så pass god att han kunde återvända till Dalarna och gifta sig med Sara Elisabeth. De gifte sig 26 juni i vad som idag är känt som ”Linnés bröllopsstuga”. Det är en stuga på Svedens gård.

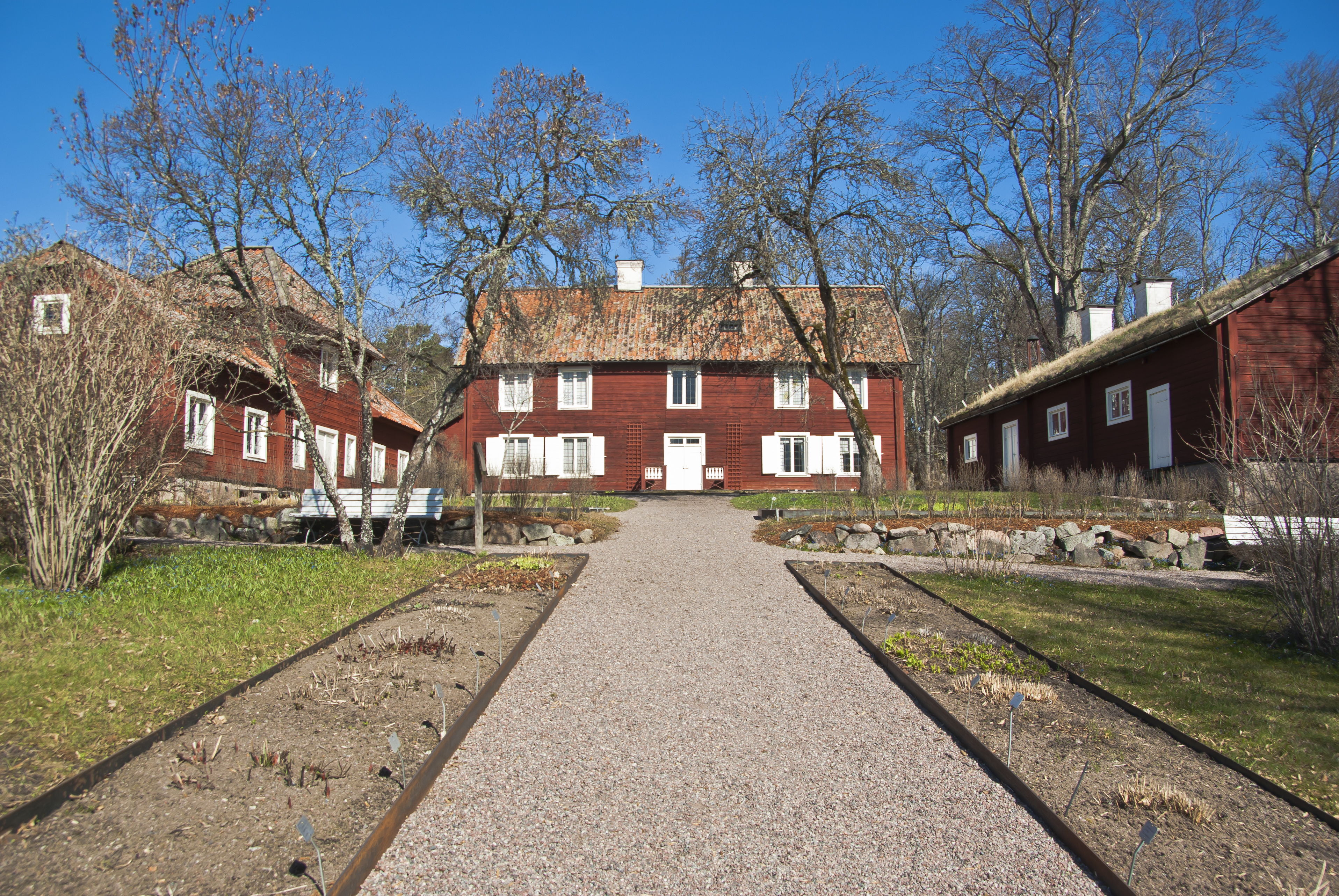
Linnés Hammarby.

Äktenskapet tros ha varit lyckligt trots samtida och sentida beskrivningar av Sara Elisabeth som en ragata. Hennes makes egna ord är dock genomgående positiva och han skrev i anteckningar avsedda för deras barn att Gud ”givit honom den hustru han mest önskat sig, och som hushållade medan han arbetade”. Detta skrev han efter 27 års äktenskap. Enligt anteckningar i Nemesis Divina framkommer det också att de delade säng på Hammarby och genom brev som Carl von Linné skickat till vännen Abraham Bäck att de fortfarande kysstes när de återförenades efter Carl von Linnés många resor efter 20 års äktenskap. Tillsammans fick de sju barn, varav fem (en son och fyra döttrar) överlevde till vuxen ålder.
År 1758 köpte Carl von Linné godset Hammarby (idag Linnés Hammarby) som familjens sommarresidens. Efter makens död 1778 styrde Sara Elisabeth över godset i 30 år till sin egen död. Hon var dock inte ensam, för vid makens död bodde samtliga fem barn hemma hos dem. Det enda av barnen som gift sig och flyttat ut, Elisabeth Christina, hade några år tidigare flyttat hem igen tillsammans med sin dotter eftersom hennes make misshandlade henne. Carl och Sara Elisabeth skrev ut sin svärson ur sina testamenten på grund av hur illa han behandlat deras äldsta dotter och enda barnbarn.
De äldsta barnen, Carl von Linné d.y. och Elisabeth Christina, dog några år efter sin far. Den yngsta, Sofia, gifte sig 1781 och flyttade ut. Sara Christina gifte sig 13 år senare och flyttade hon med. Dottern Lovisa bodde dock med sin mor till dess att modern dog.
I samband med att sonen Carl von Linné d.y. dog 1783 ärvde Sara Elisabeth sin mans många böcker, manuskript, herbarium och korrespondens. På grund av ekonomiska problem tvingades hon sälja merparten av dem. Enligt instruktioner i Carl von Linnés testamente skulle de säljas till högstbjudande, och det blev engelsmannen James Edward Smith, vilken på grundval av detta blev en av grundarna av Linnean Society of London.
Sara Elisabeth Moraea dog 20 april 1806. Hon ligger begravd tillsammans med sin man och sonen Carl i Uppsala domkyrka.

## Personlighet
Sara Elisabeth har beskrivits nedlåtande både av sin samtid och av sentida forskare som skrivit om hennes man. Merparten av dessa verkar grunda sig på tre citat från Carl von Linnés unga, manliga studenter. Johan Christian Fabricius, 17 år, beskrev den då 47-åriga Sara Elisabeth som "en stor, stark kvinna, härsklysten, egennyttig och helt utan kultur". Johann Beckmann ansåg att hon var fruktansvärt oartig för att hon ska ha sagt att det inte var värt att lära sig tyska bara för en students skull. Gustaf Adolf Reuterholm beklagade sig över att behöva tillbringa tid med Carl von Linnés "gamla tvära fru" när varken Carl von Linné eller hans döttrar var hemma. Reuterholm var vid tiden 17 år och Sara Elisabeth 57 år.
| De två äldsta barnen Carl och Elisabeth Christina. |  | De två äldsta barnen Carl och Elisabeth Christina. |
| De två äldsta barnen Carl och Elisabeth Christina. |  |                                                    |

Hon verkar ha varit en viljestark kvinna med pondus, som ledde det stora hushållet och organiserade markunderhållet för sin make och dennes alla studenter. Hon fortsatte med detta när hon levde som änka på Linnés Hammarby. Hon verkar också ha varit intresserad av botanik, men mer på det vardagliga viset (odla och skörda köksväxter, känna till vad man kan leva av i skog och mark, göra tyg av lin, rensa ogräs, sylta bär och frukter, lagra rotfrukter, etc.) och inte på det vetenskapliga viset. Hon ska ha haft god insikt i ekonomiska och praktiska spörsmål, men det sägs samtidigt att hennes make var orolig varje gång hon for ner till Stockholm för att handla tyger.
Sara Elisabeth och Carl von Linné ska ha haft ett lyckligt äktenskap enligt Carls egna anteckningar. Hon var dock inte överens med sin make rörande att inte låta döttrarna gå i skola. När Carl von Linné var på resande fot tog hon saken i egna händer och satte deras yngsta dotter, Sofia, i skolan. När Carl von Linné kom tillbaka gick han raka vägen till skolan och hämtade hem dottern igen.

## Barn
- Carl (1741–1783)
- Elisabeth Christina (1743–1782)
- Sara Magdalena (1744–1744)
- Lovisa (1749–1839)
- Sara Christina (1751–1835)
- Johannes (1754–1757)
- Sofia (1757–1830)

## I populärkultur
- Sara Elisabeth och hennes man är huvudpersoner i seriealbumet Sara Lisa och Linné av Maria Bergström och Niklas Jönsson[14]
- Catherine Hansson spelar henne i TV-serien Linné och hans apostlar (2004)[15]